# マニヒキ環礁
マニヒキ環礁はクック諸島北部の環礁で、非公式には「真珠の島」として知られている。 マニヒキ環礁は首都のアバルアがあるラロトンガ島から北に約1,299kmに位置する。 

## 由来
マニヒキ環礁の名前には二つの意味があるとされている。
1. 「マヌ」はルア・マヌ（カヌーの一種）に由来し、「ヒキ」は上陸を意味する。よって直訳で「カヌーが上陸した(島)」という意味である。
2. この島の最初の発見者がトゥアモトゥ諸島のマニヒ環礁出身であった。そのため、この島に「リトル・マニヒ」という意味の名前を付けた。